# Onthophagus sexstriatus
Onthophagus sexstriatus là một loài bọ cánh cứng trong họ Bọ hung (Scarabaeidae).